# Вила-Кова-а-Коэльейра (Вила-Нова-де-Пайва)
Вила-Кова-а-Коэльейра (порт. Vila Cova à Coelheira) — населённый пункт и район в Португалии, входит в округ Визеу. Является составной частью муниципалитета Вила-Нова-де-Пайва. Находится в составе крупной городской агломерации Большое Визеу. По старому административному делению входил в провинцию Бейра-Алта. Входит в экономико-статистический субрегион Дан-Лафойнш, который входит в Центральный регион. Население составляет 1317 человек на 2001 год. Занимает площадь 32,17 км².
Покровителем района считается Иоанн Креститель (порт. São João Baptista).